# Impatiens verrucifer
Impatiens verrucifer är en balsaminväxtart som beskrevs av Joseph Dalton Hooker. Impatiens verrucifer ingår i släktet balsaminer, och familjen balsaminväxter. Inga underarter finns listade i Catalogue of Life.